# Фултън (окръг, Ню Йорк)
Окръг Фултън (на английски: Fulton County) е окръг в щата Ню Йорк, Съединени американски щати. Площта му е 1380 km², а населението - 53 877 души (2017). Административен център е град Джонстаун.